# Proshapalopus amazonicus
Proshapalopus amazonicus é uma espécie de aranha pertencente à família Theraphosidae (tarântulas).